# Zespół zależności alkoholowej
Zespół zależności alkoholowej (skrót ZZA) – jednostka chorobowa równoważna merytorycznie z uzależnieniem od alkoholu klasyfikowanym jako F10 w ICD-10; nazwa niepoprawna w świetle obowiązującej klasyfikacji ICD-10.